# Marcelo Garraffo
Marcelo Omar Garraffo (n. 1957) es un exjugador y entrenador de hockey sobre césped argentino, que actualmente se desarrolla como entrenador de Hockey sobre césped en San Lorenzo de Almagro.
En 1990 recibió el Premio Konex de Platino y en 1991 fue considerado por la Asociación Argentina de Hockey, como el mejor jugador argentino de todos los tiempos. Recibió cinco veces el Premio Olimpia de Plata como mejor jugador de hockey sobre césped del año. Fue abanderado de la delegación argentina en los Juegos Panamericanos de 1987 y en los Juegos Olímpicos de Barcelona 1992.
Como jugador integró el seleccionado argentino durante 17 años, actuando en tres Juegos Olímpicos (1976, 1988, 1992), obteniendo diploma olímpico en 1988 por el 8.º lugar. Ganó dos medallas de oro (1975 y 1979) y dos medallas de plata (1983 y 1987) en los Juegos Panamericanos. Fue el máximo goleador de la Copa Intercontinental de Barcelona 1985.
En Argentina jugó para el Club Ciudad de Buenos Aires (Muni), obteniendo el título de campeón metropolitano en 1976, 1977, 1979, 1981, 1984, 1985, 1986, 1987 y 1988 y fue campeón del primer Torneo Nacional organizado en 1987.
Como entrenador dirigió al seleccionado masculino en 1997.
En 1999 fue designado Secretario de Deportes de la Nación.

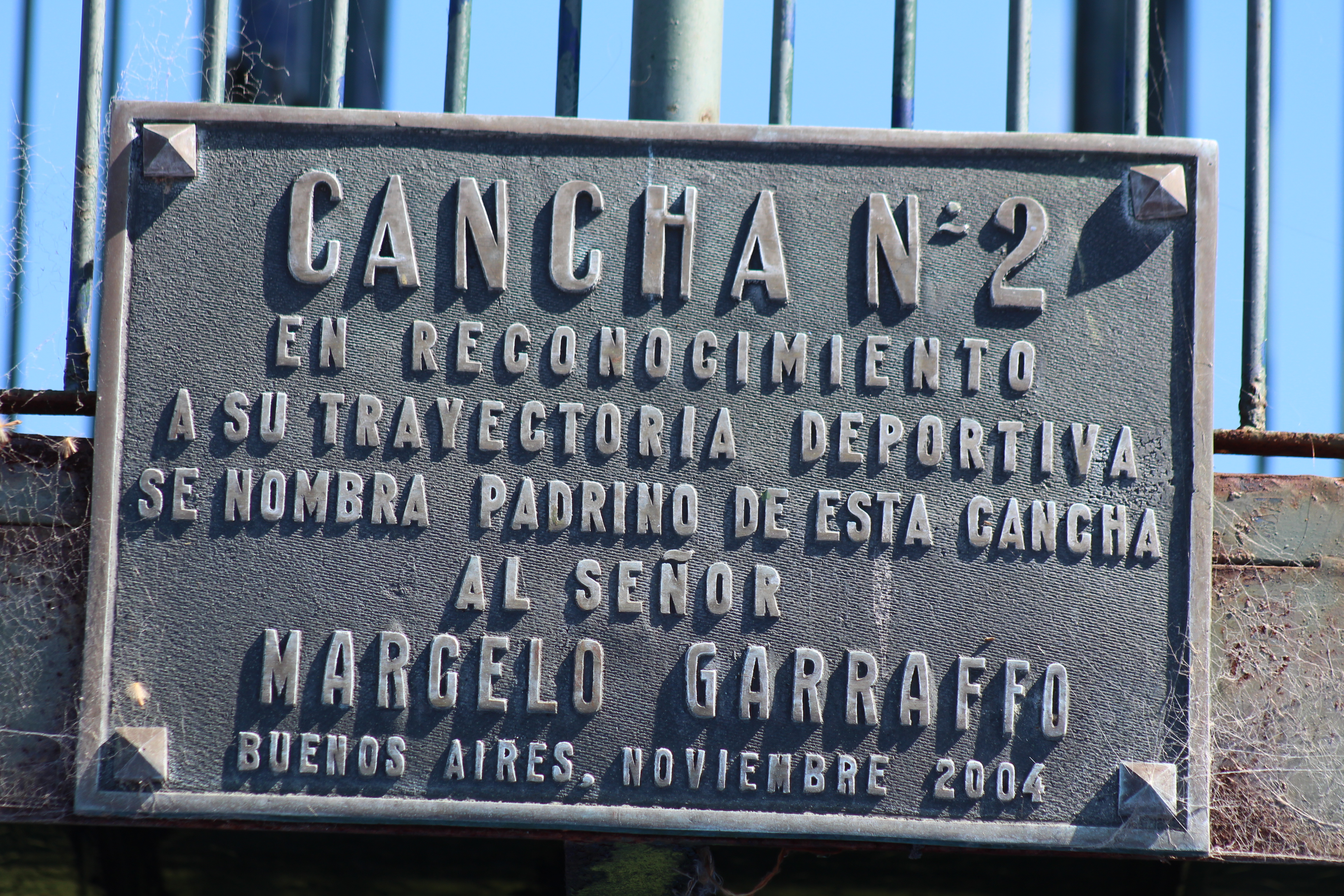
Cancha Nro 02 del Club Ciudad de Buenos Aires CCBA

En noviembre del 2014 en reconocimiento a su trayectoria deportiva, fue nombrado Padrino de la cancha número 2 de Club Ciudad de Buenos Aires.